# Train des nuages
| Gare                      | altitude |
| Salta                     | 1 187    |
| Alvarado                  | 1 207    |
| Cerrillos                 | 1 260    |
| Rosario de Lerma          | 1 332    |
| Campo Quijano             | 1 520    |
| V. Toledo                 | 1 587    |
| El Alisal                 | 1 806    |
| Chorrillos                | 2 111    |
| Ingeniero Maury           | 2 358    |
| Gobernador Solá           | 2 550    |
| Puerta de Tastil          | 2 675    |
| Tacuara                   | 3 036    |
| Meseta                    | 2 844    |
| Diego de Almagro          | 3 503    |
| Incahuasi                 | 3 553    |
| Cachinal                  | 3 739    |
| Muñano                    | 3 952    |
| Los Patos                 | 3 842    |
| San Antonio de los Cobres | 3 774    |
| Mina Concordia            | 4 144    |
| La Polvorilla             | 4 220    |

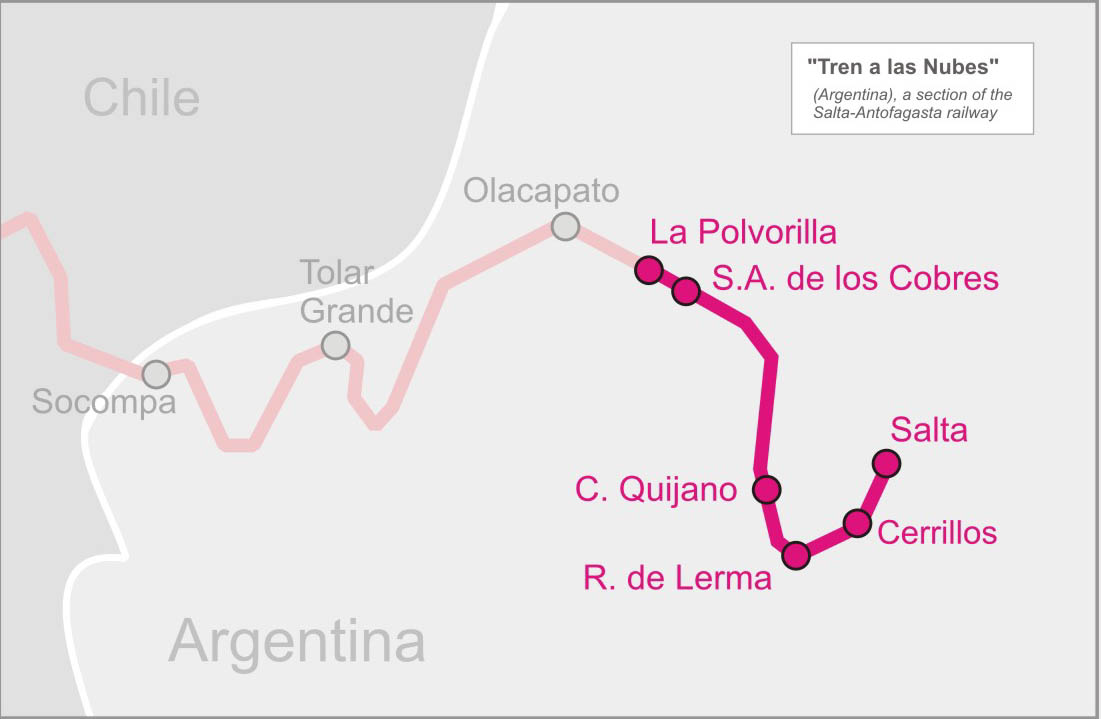
Carte.

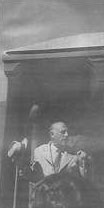
Juan Pistarini, ministre des Travaux Publics, à l'inauguration de la branche C-14

Le Train des nuages ou Tren a las Nubes en Argentine est l'ancienne section C-14 de l'ancien chemin de fer General Manuel Belgrano, devenue voie ferrée touristique gérée par une société privée, après privatisation et démembrement du réseau ferré argentin début des années 1990. 
Entre la gare de Salta et le col Paso Socompa, à la frontière avec le Chili au travers de la Cordillère des Andes, la branche C-14 du chemin de fer Belgrano, connue populairement comme Tren de las Nubes ou Tren a las Nubes parcourt de très hautes montagnes, avec des sections situées au-dessus de 4 000 mètres, et propose aux voyageurs un spectacle de toute beauté. 

## Histoire
Ses origines remontent à 1899, quand des études préliminaires furent réalisées sur la faisabilité du tracé d'une ligne ferrée pour atteindre la Puna. En 1905 la loi nationale 4.813 autorisa le président de l'Argentine à construire la première section du chemin de fer, entre Cerrillos et Rosario de Lerma. En 1906, de nouvelles études désignèrent comme possibilités pour accéder à la Puna, soit la Quebrada de Humahuaca, soit la Quebrada del Toro. De nouvelles études suivirent afin de déterminer la meilleure alternative.
Le projet se réveilla avec l'élection comme président, en 1916, d'Hipólito Yrigoyen, qui affirma que les travaux devraient rompre « la forme primitive des terres coloniales » (la forma primitiva del solar colonial). Autour de la construction du chemin de fer se déroula dès lors une lutte d'intérêt au sein du Congrès National, entre les partisans d'une concession à une société étrangère britannique et ceux qui défendaient l'exécution des travaux par l'État argentin. En 1920 les techniciens de l'entreprise Ferrocarriles del Estado (Chemins de fer de l'État) assurèrent la viabilité du projet, avec cependant un terminus projeté au paso de Huaytiquina, et conseillèrent son exécution immédiate. À cause de son tracé projeté initialement par ce col, la branche C-14 fut aussi appelée à tort Ferrocarril Huaytiquina (ou chemin de fer d'Huaytiquina).
La construction commença en 1921 sous la direction de l'ingénieur nord américain  Ricardo Fontaine Maury. En 1924 on inaugura la section allant jusqu'à Puerta Tastil. 
À cette époque travailla sur le chantier, en tant que contremaître (capataz) un immigrant yougoslave du nom de Josip Broz, futur Tito, président de Yougoslavie. 
En 1930 un coup d'État contre le président Yrigoyen paralysa les travaux pendant six longues années. On avait cependant réalisé quelques kilomètres supplémentaires dont le viaduc La Polvorilla, le plus important de toute la ligne, avec ses 224 mètres de long, 70 de haut et son poids de 1 600 tonnes. Maury fut congédié par l'intervention militaire. Les travaux redémarrèrent en 1936, atteignant Olacapato en 1941, Unquillal en 1944 et Tolar Grande en 1945. En 1946, le nouvel élu Juan Domingo Perón donna une nouvelle impulsion au projet. Simultanément, pour des raisons techniques, on remplaça le col de Huaytiquina par celui de Socompa, comme terminus de la ligne.
Le 17 janvier 1948, les rails arrivèrent à destination, s'unissant à Socompa avec les rails chiliens. La ligne fut inaugurée officiellement le 20 février de cette année, 49 ans après les premières études.

## Ouvrages d'art
Sur son trajet, la voie ferrée traverse un total de 29 ponts, 21 tunnels, 13 viaducs, 2 tire-bouchons et 2 zigzags. 

## Le train touristique

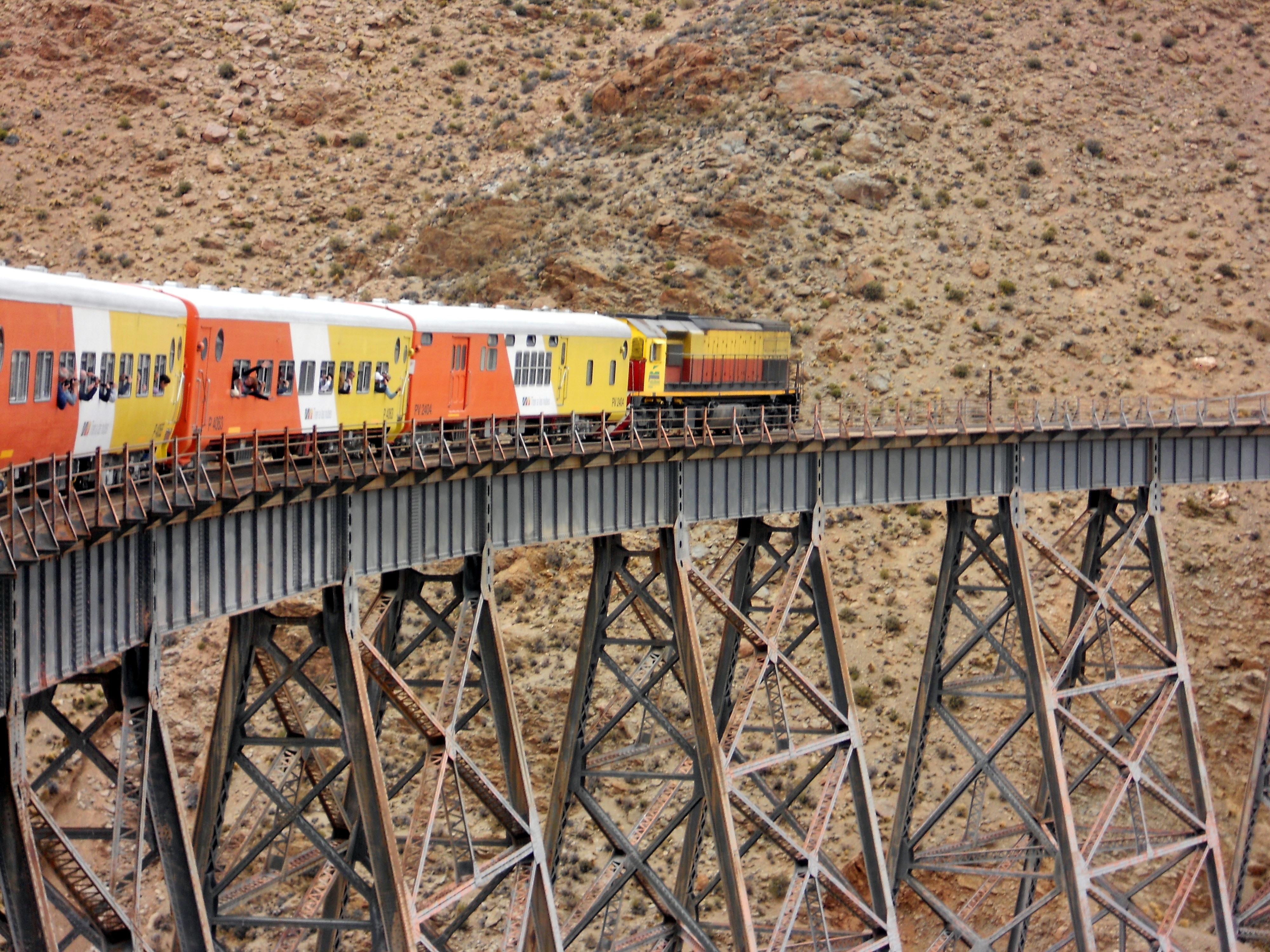
Formation du Train des Nuages en 2004

Vers 1971, germa l'idée, de la part des autorités du chemin de fer Belgrano, de faire circuler sur la ligne un train touristique. La même année on fit parcourir la ligne par un train expérimental, et dès le 16 juillet 1972, eut lieu le voyage inaugural de ce qui allait s'appeler le Tren a las Nubes. En jargon technique du chemin de fer Belgrano, le parcours du service touristique a reçu le nom de Salta - Kilómetro 1350, et on appelle convoy 809, le convoi qui monte et convoy 810 celui qui descend.

## La privatisation
Ce service continua de manière ininterrompue jusque 1990, où tout s'arrêta avec le début du processus de privatisation et de concessions de Ferrocarriles Argentinos, sous l'impulsion de Carlos Menem. 
En 1991 on redémarra le service, cette fois en des mains privées. Mais en 2005 le Gouvernement de la province de Salta annula la concession pour chercher un nouvel opérateur. Depuis le 6 août 2008, il fonctionne à nouveau de manière provisoire, gérée cette fois par l'entreprise privée argentine Ecotren. En 2006, on a calculé que quelque 30 000 touristes font l'excursion chaque année, la ligne restant en plus l'unique connexion de plusieurs localités sur son passage.

## Horaires
Le Train des nuages fonctionne d'avril à novembre.
Il part à 7:05 heures de Salta, y retournant le soir à 23:48. En été (de décembre à mars), il existe le Tren del Sol, qui va de Salta à la gare Diego de Almagro, à 3 500 mètres d'altitude.

## Le Train des nuages et l'Axe du Capricorne
Ces dernières années les pays d'Amérique du Sud ont de grands projets de travaux d'infrastructure routière et ferroviaire à réaliser ou déjà réalisés, devant permettre de se relier entre eux, et de stimuler ainsi leurs économies, mais aussi de relier les deux grandes rives atlantique et pacifique pour stimuler et faciliter le commerce international (vers l'Asie surtout).
Parmi ces projets, celui dénommé "Axe du Capricorne" (Eje de Capricornio) patronné par l'IIRSA, doit permettre de relier le sud industrialisé du Brésil avec les ports du nord chilien d'Antofagasta et de Mejillones, en traversant les Andes au niveau des provinces argentines de Salta et de Jujuy. De gros investissements sont prévus en Argentine dans ces deux provinces, et également dans celles du Chaco et de Formosa vers le Paraguay et le Brésil.
Dans ce cadre, la réhabilitation de l'ancienne branche C-14 du chemin de fer General Manuel Belgrano devenue Train des nuages, est prévue et déjà en cours. Un budget de plus de 200 millions de dollars US a été affecté. Une voie ferrée modernisée atteindra bientôt le col Paso Socompa à 306 kilomètres du port chilien d'Antofagasta.
Cette voie ferrée réhabilitée doit servir pour le transport depuis et vers l'Asie et surtout la République populaire de Chine dont le commerce a littéralement explosé avec les pays du Mercosur en ce début de XXe siècle.
D'autres travaux vont suivre. Il s'agit notamment de la modernisation de la voie ferrée "General Manuel Belgrano" qui relie la Bolivie à la capitale de la province de Jujuy, et de la portion provinciale de la voie Jujuy-Formosa (vers le Paraguay).

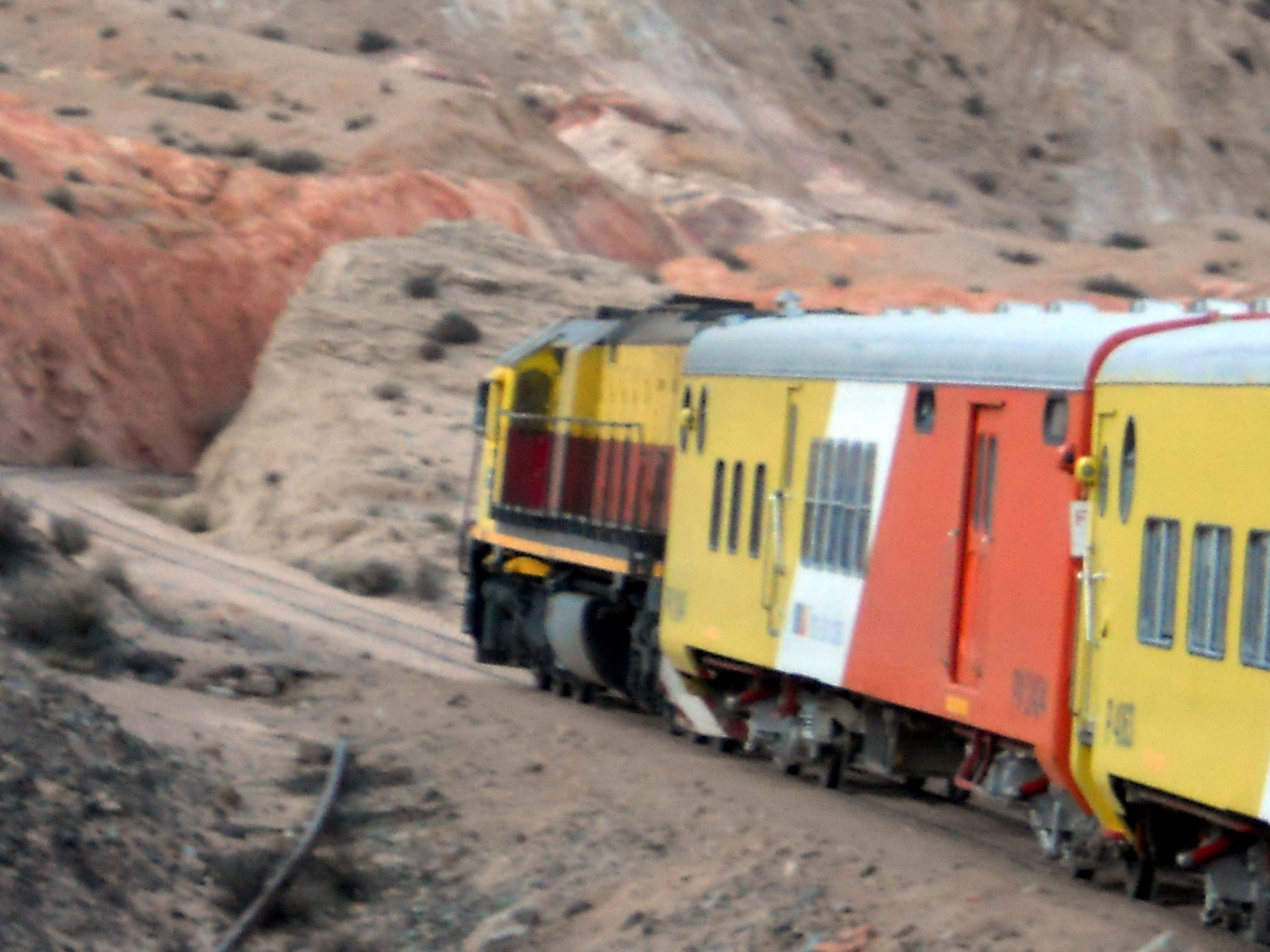
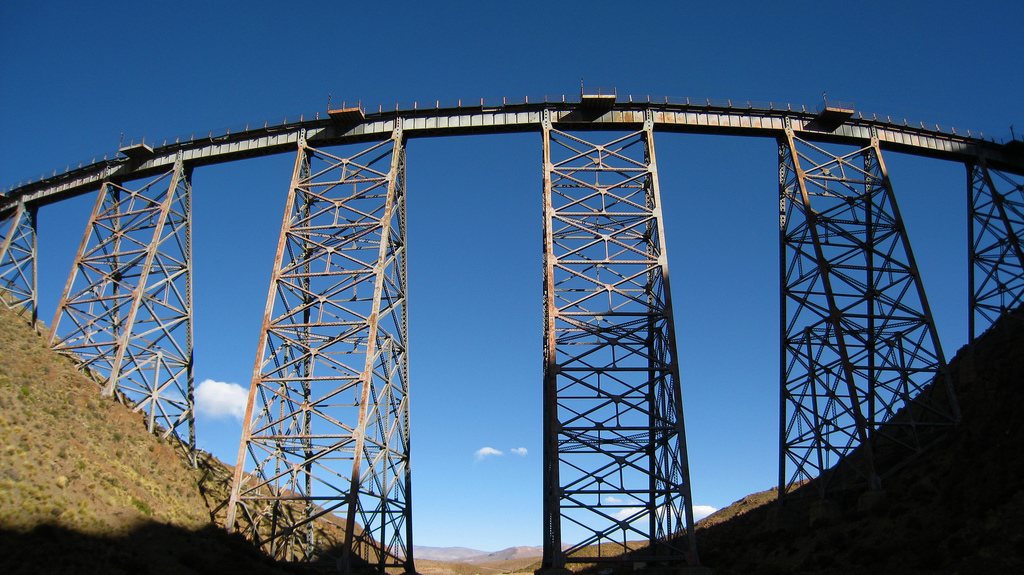
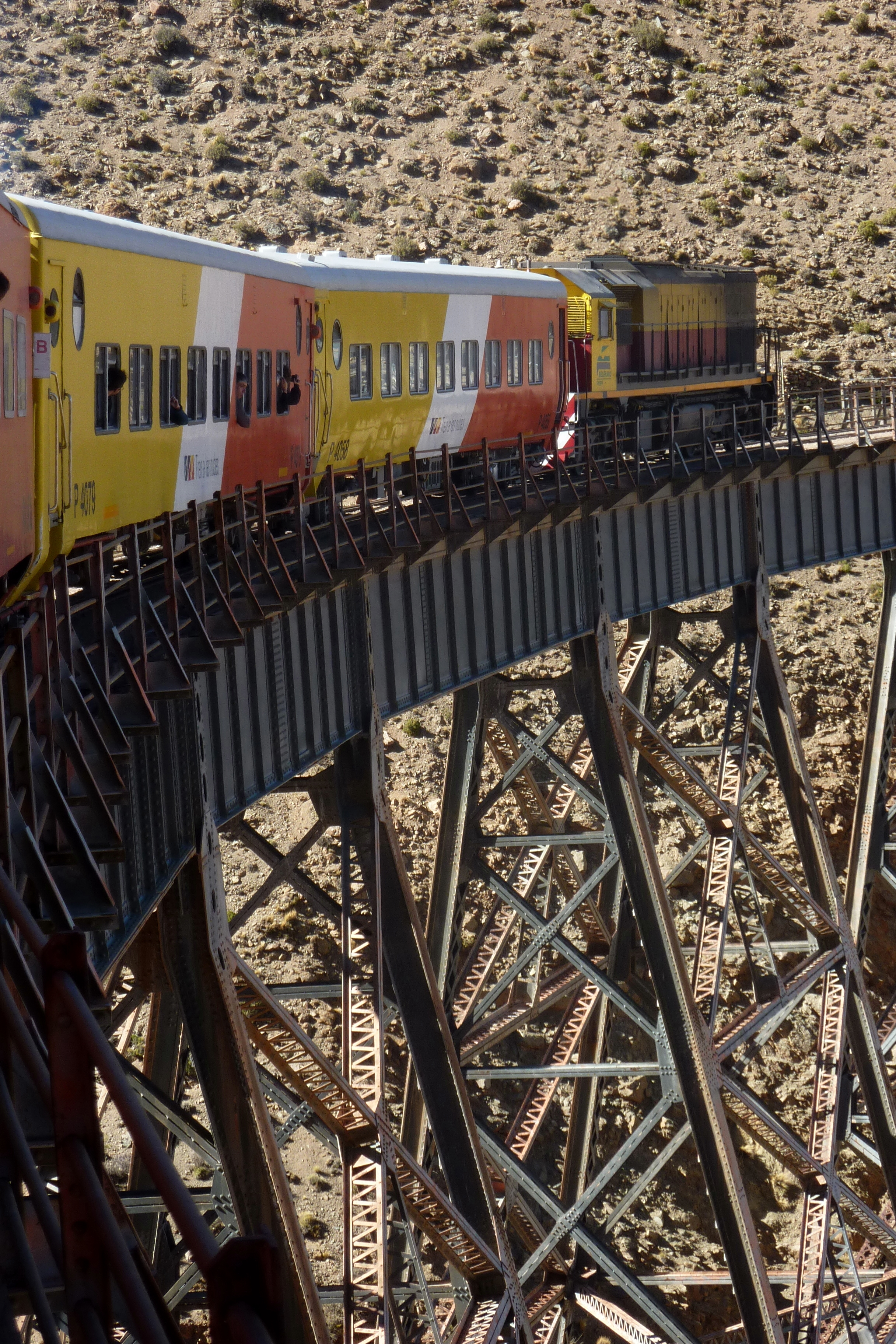
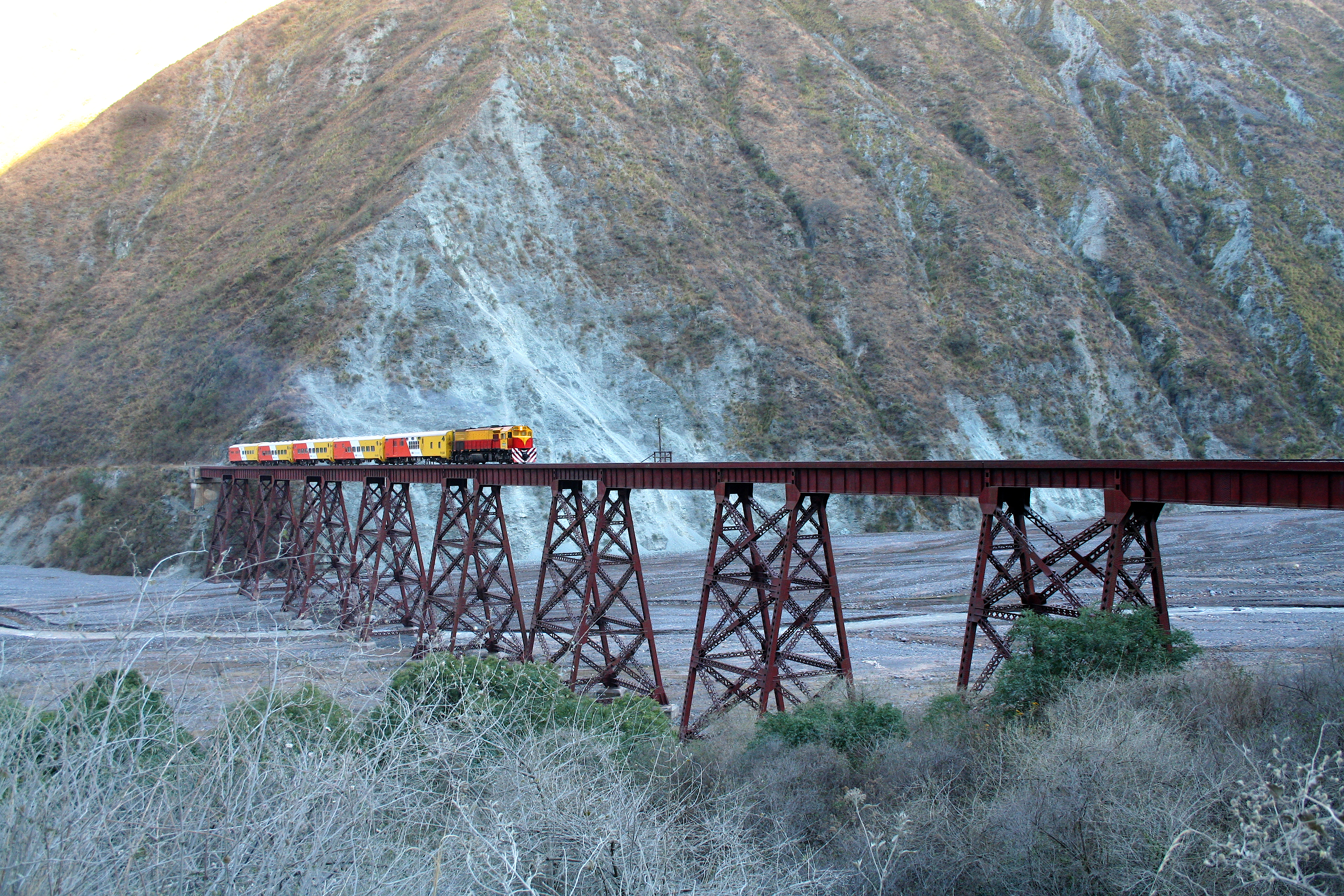

Source : Site de l'IIRSA ,.